# Hypena incisa
Hypena incisa är en fjärilsart som beskrevs av John Henry Leech 1900. Hypena incisa ingår i släktet Hypena och familjen nattflyn. Inga underarter finns listade i Catalogue of Life.